# Francesc Miró-Sans
Francesc Miró-Sans i Casacuberta (Barcellona, 1918 – Barcellona, 31 ottobre 1989) è stato un imprenditore e dirigente sportivo spagnolo.
Attivo nell'industria tessile catalana, fu presidente del Futbol Club Barcelona per sette anni e sei mesi dal 15 novembre 1953 al 28 febbraio 1961.

## Da dirigente a presidente
Miró-Sans fece parte del direttivo del FC Barcelona presieduto da Enric Martí i Carreto fino al settembre 1953. La giunta si dimise in seguito alla risoluzione del "caso Di Stéfano", riguardante il mancato acquisto di Alfredo Di Stéfano da parte del Barcellona e a beneficio del Real Madrid. Il caso provocò aspre polemiche a Barcellona e nel calcio spagnolo in generale.
Le dimissioni della giunta direttiva condussero ad una presidenza ad interim di Francisco Giménez Salinas, presidente della federazione calcistica catalana. Nel novembre 1953 si svolsero nuove elezioni. Miró-Sans le vinse passando alla storia del club per essere stato il primo presidente del Barcellona eletto dai soci.

## Presidenza

### Primo mandato
Ascese alla presidenza in un momento di grande successo del club (era il cosiddetto Barça de las cinco Copas) e campione in carica della Liga. Giocavano con la maglia blaugrana alcune stelle come Ramallets, Segarra, Basora, Kubala, César, Moreno e Manchón. Nel suo primo mandato, dal 1953 al 1957, il club, opposto ad un forte Real Madrid rinforzatosi con l'acquisto di Di Stéfano, conobbe un lento declino, vincendo un solo trofeo in quattro anni, la Coppa di Spagna del 1957.
Tenendo fede alle promesse fatte in campagna elettorale, Miró-Sans si impegnò nella costruzione di un nuovo stadio, il Camp Nou. Inizialmente ottenne dalle autorità (Delegación del Gobierno e Ayuntamiento di Barcellona) il terreno su cui edificare l'impianto e il permesso a vendere il campo di Las Corts. Il 24 marzo 1954 vi fu la posa della prima pietra.
I principali problemi nel costruire il Camp Nou erano legati ai finanziamenti, dal momento che i costi superarono chiaramente i valori previsti. Miró-Sans emise una serie di abbuoni ed obbligazioni per i soci al fine di sollecitare il loro sostegno economico, tuttavia il club poté sborsare soltanto 191.093.329 dei 242.853.989 di pesetas complessivi, comprendenti l'acquisto dei terreni e i costi di costruzione. L'opera comportò un deficit di quasi 58 milioni di pesetas, cifra molto elevata per l'epoca e che provocò critiche trasversali all'indirizzo di Miró-Sans.
Superati tutti gli ostacoli, il 27 settembre 1957 fu inaugurato il Camp Nou, nuovo stadio del FC Barcelona che sostituiva il Campo de Les Corts e consentiva uno spettacolare incremento della massa sociale del club. Questo incremento e i benefici economici per il club propiziarono nuovi successi.

### Secondo mandato
Nel 1958 divenne il primo presidente nella storia del Barcellona ad essere rieletto. Le elezioni, tenutesi il 7 gennaio 1958, non furono a suffragio universale: votarono solo 200 soci maschi eletti come consiglieri. Miró-Sans fu rieletto con il 75% dei consensi: 158 preferenze contro le 55 dell'avversario Antoni Palés.
Inaugurato il Camp Nou e una volta rieletto presidente, Miró-Sans concluse un'operazione economicamente onerosa, l'ingaggio di Helenio Herrera, uno degli allenatori più prestigiosi del momento. Approdava al Barcellona dopo alcuni anni di fallimenti dei tecnici blaugrana. Il Mago Herrera diede alla squadra una propria impronta e la guidò ai maggiori successi dell'era Miró-Sans. La bacheca fu arricchita con la vittoria di tre titoli spagnoli (1958-1959 e 1959-1960), una Coppa di Spagna (1958-1959) e due Coppe delle Fiere (1955-1958 e 1958-1960).
La forte personalità di Helenio Herrera, però, fu fonte di alcuni problemi con il direttore tecnico Josep Samitier e con alcuni giocatori, tra cui Ladislao Kubala. I tifosi si divisero tra sostenitori e critici di Herrera. La decisione di Miró-Sans di esonerare Herrera fece aumentare il numero degli oppositori della sua gestione. Miró-Sans si dimise il 28 febbraio 1961, un anno prima della fine del suo secondo mandato.

## Allenatori di calcio sotto la sua presidenza
- Sandro Puppo (1954-1955)
- Franz Platko (1955-1956)
- Domènec Balmanya (1956-1958)
- Helenio Herrera (1958-1960)
- Enric Rabassa (1960)
- Ljubiša Broćić (1960-1961)
- Enrique Orizaola (1961)

## Titoli vinti sotto la sua presidenza

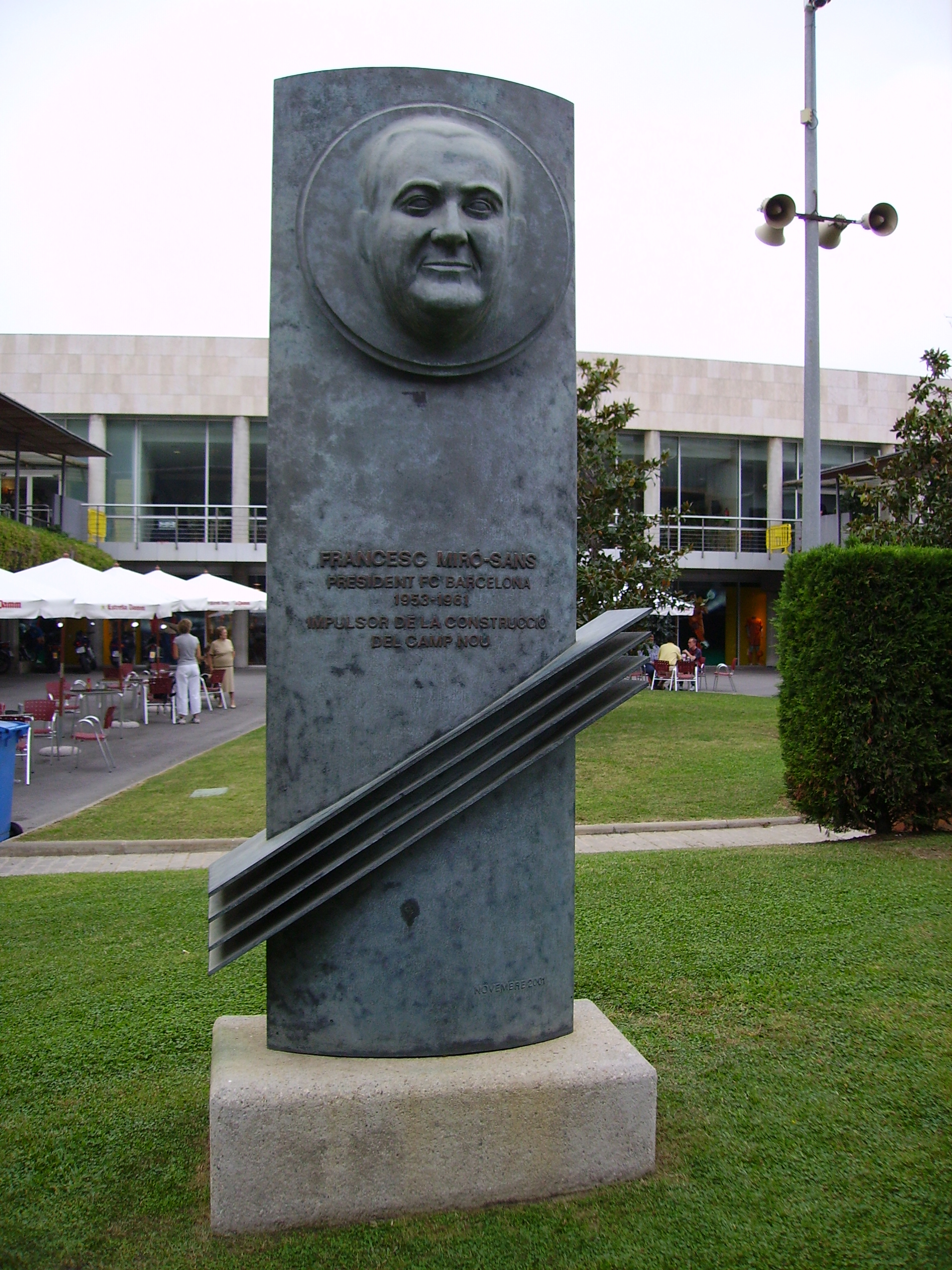
Monumento a Francesc Miró-Sans al Camp Nou

Oltre alle già citate vittorie nel calcio, per quel che riguarda le altre sezioni sportive, durante la presidenza di Miró-Sans il club vinse altri tre trofei.
La squadra di hockey su pattini in linea vinse la seconda Coppa di Spagna della sua storia, nella stagione 1957-1958. La squadra di pallacanestro riuscì invece ad aggiudicarsi per la prima volta il double: nella stagione 1958-1959, infatti, vinse il suo primo Campionato spagnolo e la settima Coppa del Re nella sua storia.
Calcio
- Campionati spagnoli: 2

1958-1959, 1959-1960
- Coppe di Spagna (Copas del Generalísimo): 2

1957, 1958-1959
- Coppe delle Fiere: 2

1955-1958, 1958-1960
- Piccola Coppa del Mondo per club: 1

1957
Pallacanestro
- Campionato spagnolo: 1

1958-1959
- Coppa del Re (Campeonato de España): 1

1958-1959
Hockey su pattini in linea
- Coppa di Spagna: 1

1957-1958
Totale10 trofei, di cui 3 campionati e 4 coppe nazionali